# طاقة الرياح في تايلاند

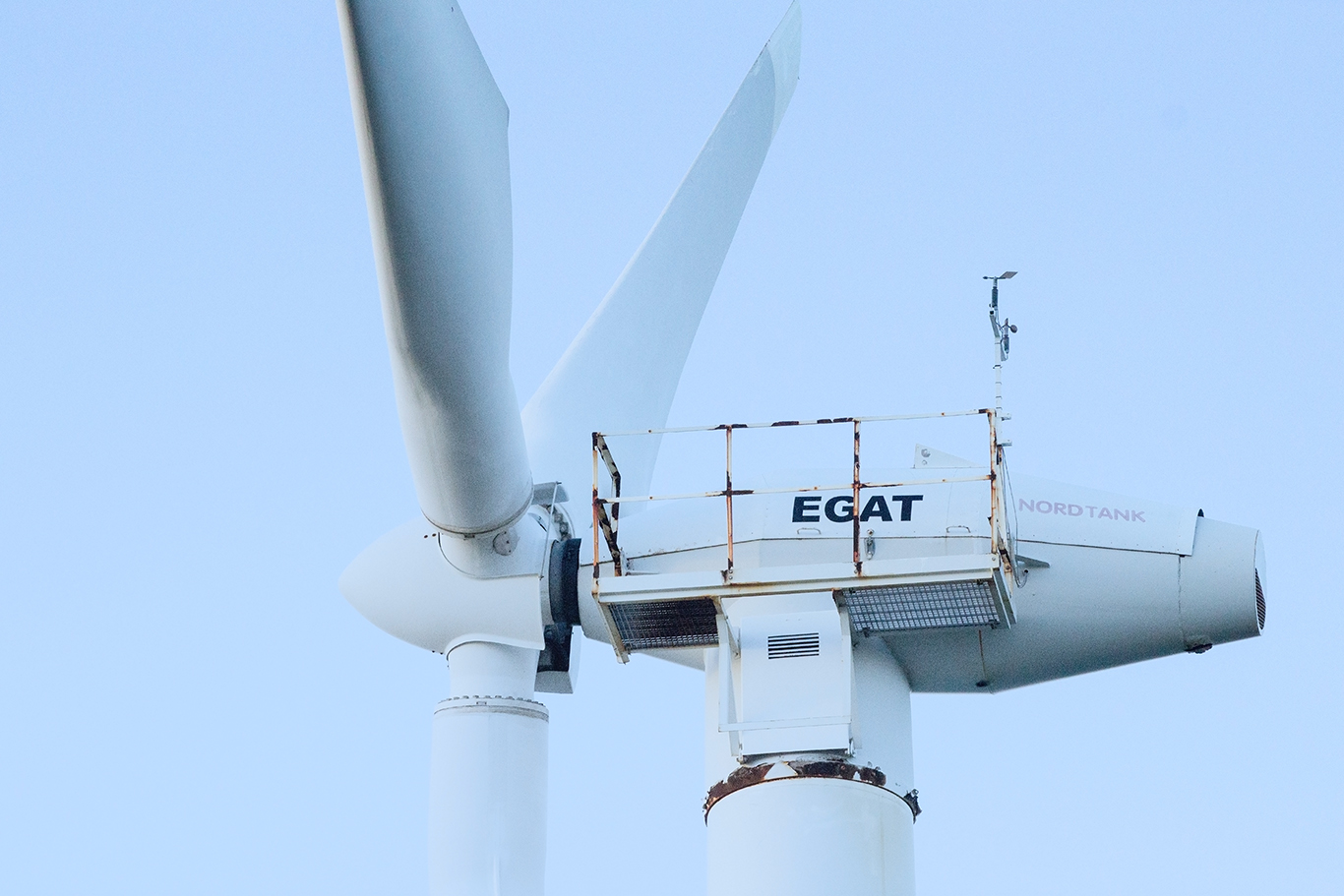

بلغت الطاقة الإنتاجية المركبة من الرياح في تايلاند نحو 224.5 ميغاواط بنهاية عام 2014. كانت الطاقة الإنتاجية المركبة بنهاية عام 2012، 112 ميغا واط، و111 ميغا واط إضافية في عام 2013، وزادت قليلًا في عام 2014. أدى هذا الأمر إلى تصنيف تايلاند في المرتبة السادسة والأربعين في العالم بطاقتها الإنتاجية لعام 2015.
من المتوقع نفاد احتياطات الغاز الطبيعي التايلندي في عام 2021، وقد بدأت تايلاند باستيراد الغاز السائل الطبيعي المُكلف في عام 2011. أدت هذه العوامل إلى الحاجة الملحة لمصادر الطاقة المتجددة، طالبت خطة تنمية الطاقة البديلة التايلندية في عام 2011 بأن تكون 25 بالمئة من طاقتها آتية من مصادر متجددة بحلول عام 2036. منذ شهر يونيو لعام 2012، اقتُرحت مشاريع تزيد طاقتها الإنتاجية عن 1600 ميغاواط.

## التاريخ
مع الحاجة الملحة للطاقة، أصبحت تايلاند تعتمد على استيراد الطاقة من البلدان الأخرى، بشكل أساسي النفط والغاز الطبيعي. هذا الأمر، وإلى جانب أزمات النفط المتكررة، رفع الوعي تجاه مصادر الطاقة المتجددة منذ خطة التنمية الاقتصادية والاجتماعية الوطنية الخامسة (1983-1987). أصبح دعم الطاقة المتجددة أمرًا جليًا عندما أُعلن عن قانون المجلس الوطني للسياسات المتعلقة بالطاقة عام 1992. فعّل القانون خطة الحفاظ على الطاقة، والذي هدف إلى تقليل كمية الطاقة المستوردة عن طريق تنمية مصادر الطاقة المتجددة في تايلاند، ومن ضمنها طاقة الرياح.

### تحديد خارطة مصادر الرياح
نُفذت أول دراسة لتقدير الطاقة الإنتاجية للرياح عام 1975 من قِبل مديرية دعم وتنمية الطاقة، التي تُدعى الآن مديرية فاعلية الطاقة البديلة وتنميتها. استُخدمت بيانات متوسط سرعة الرياح من قِبل قسم الأرصاد الجوية التايلندي لإعداد خريطة الرياح للمناطق ذات القدرة العالية والمتوسطة. لاحقًا، في عام 1981، أعد معهد الملك مونغوت للتكنولوجيا في ثونبوري ومعهد الملك مونغوت للتكنولوجيا في شمال بانغوك، بالتنسيق مع مؤسسة توليد الكهرباء التايلاندية، خارطة رياح أخرى بوجود بيانات لمدة 13 سنة (1966-1978 ) من 53 محطة قياس تابعة للأرصاد الجوية، وباستخدام قانون قوة الرياح لوضع قياس معياري لكل السرعات على ارتفاع 10 متر. في عام 1984، أجريت محاولات مشابهة أخرى من قبل معهد الملك مونغوت للتكنولوجيا في ثورونبي، باستخدام بيانات لمدة 17 سنة (1966-1982) من 62 محطة قياس، وبدعم مالي من وكالة الولايات المتحدة للتنمية الدولية.
واجهت جميع محاولات إعداد خرائط مصادر الرياح في تايلاند مشكلة نقص بيانات سرعة الرياح، خصوصًا المحطات الساحلية والمحطات على الارتفاعات العالية. أدى هذا لإعداد خرائط ذات تغطية قليلة. في عام 2001، أعدت مجموعة أخرى من خرائط مصادر الرياح من قبل مديرية فعالية الطاقة البديلة وتنميتها باستخدام بيانات من أكثر من 150 محطات قياس منها محطات ساحلية ومحطات المناطق المرتفعة. عولجت البيانات باستخدام محاكاة حاسوبية ونمذجة رياضية، وعُرضت الخرائط والبيانات في نسخة إلكترونية أيضًا. في نفس السنة عرض البنك الدولي مجموعة أخرى من خرائط مصادر الرياح لأربع بلدان: كمبوديا ولاوس وفيتنام وتايلاند، والتي دُرست من بيانات الرياح العالمية والبيانات الجغرافية لكل بلد باستخدام المحاكاة الحاسوبية.
في عام 2008، استمرت معايرة بيانات سرعة الرياح في تايلاند الجنوبية بإنشاء محطات أكثر في ست محافظات في تايلاند الجنوبية. ظهر في الدراسات السابقة أن تايلاند الجنوبية تملك أعلى إمكانية لتوليد الطاقة من الرياح في البلاد. رُكبت المحطات لقياس سرعات الرياح على ارتفاع 80 و90 و100 متر. أيضًا، من عام 2007 إلى عام 2009 قيست سرعة واتجاه الرياح وسجلت في عدة محطات في تايلاند الشمالية.
في عام 2011، أُجري بحث لتحسين خرائط الرياح من قبل قسم الفيزياء في جامعة سيلباكورن. أنتج البحث خرائط رياح متوسطة الشمول (النطاق) بتحليل خلايا من 3×3 كم مربع باستخدام نموذج جوي ومحاكاة حاسوبية برمجية، قاموا أيضًا بتجربة إعداد خرائط الرياح صغيرة النطاق، التي قد تكون الخطوة التالية في دراسة قدرة طاقة الرياح التايلندية.

### عنفات الرياح
في عام 1983، امتلكت تايلاند أول مجموعة من العنفات الريحيّة المولدة للكهرباء، والتي تتألف من ست عنفات، رُكبت في منطقة لايم فرومثيب في محافظة فوكيت من قِبل مؤسسة توليد الكهرباء التايلندية كمشروع تمهيدي. استُخدمت الكهرباء المتولدة منها لتشغيل محطات البحث المجاورة. كانت النتيجة مُرضية، لذا في عام 1988 خططت مؤسسة توليد الكهرباء التايلندية لتربط العنفات بالشبكة الكهربائية الخاصة بهيئة الكهرباء المحلية، وفي عام 1990 بدأت بالعمل. كانت هذه أول مرة تحصل فيها تايلاند على الكهرباء من طاقة الرياح التي تغذي الشبكة الكهربائية. لاحقًا في عام 1992، تم تركيب ووصل عنفتين إضافيتين بطاقة إنتاجية من 10 كيلو واط إلى الشبكة.
لاحقًا، أبدت المنظمات الحكومية والخاصة، وخصوصًا المنشآت التعليمية، اهتمامًا أكبر في قدرة طاقة الرياح في تايلاند. في عام 1996، كانت جامعة الملك مونغوت للتكنولوجيا في ثومبري أول مؤسسة تركب عنفات رياح بطاقة إنتاجية من 2.5 كيلو واط و10 كيلو واط في حديقة فو كرادوينغ الوطنية في محافظة لوي، وحديقة تاروتاو البحرية الوطنية في محافظة ساتون. لاحقًا، في نفس السنة ركبت شركة إعادة التدوير الهندسية المحدودة عنفة رياح بقدرة 150 كيلو واط في منشأتها في منطقة كو تشانغ في محافظة تشونبوري، وتصبح بذلك أول عنفة رياح خاصة في تايلاند.
على الجانب الحكومي، في عام 2007، ركبت مديرية فاعلية الطاقة البديلة وتنميتها عنفة رياح بطاقة إنتاجية من 250 كيلو واط في منطقة هوا ساي في محافظة ناخون سي ثامارات، ولاحقًا في عام 2009، ركبت عنفة أخرى بطاقة 1.5 ميغا واط. أيضًا في عام 2009، تم تركيب عنفتي رياح كل منها بطاقة إنتاجية 1.25 ميغا واط من قبل مؤسسة توليد الكهرباء التايلندية في الحوض العلوي من محطة لام تاخونغ تشولاباواتانا، وهي محطة طاقة كهرومائية في منطقة سيخيو في محافظة ناخون راتشازيما، لتصبح أول محطة توليد كهرباء كبيرة من طاقة الرياح في تايلاند.